# Skepp som mötas
Skepp som mötas (en suec Reunió de vaixells) és una pel·lícula muda en blanc i negre sueca del 1916 dirigida per Victor Sjöström.

## Sinopsi
El mariner John Hall rescata un professor i la seva filla Ethel d'uns mariners borratxos. Resulta que John és un bon pintor aficionat. És convidat a casa del professor i Ethel l'anima a exposar els seus quadres. John deixa la professió de mariner, es casa amb Ethel i es converteix en artista a temps complet. Al cap d'uns anys, el matrimoni es trenca i en John es trasllada a l'estranger. Ara s'ha convertit en un artista molt reconegut. Quan en John agafa un vaixell de tornada a Suècia en una ocasió, xoca amb un petit veler a l'arxipèlag d'Estocolm i el timoner cau a l'aigua. Aquesta persona resulta ser Ethel. John la porta a la seva cabana i els dos es reuneixen.

## Repartiment
- Lili Bech - Ethel
- Egil Eide - John Hall
- Mathias Taube - Dr. Hiller
- August Warberg - Cramer

## Producció
La pel·lícula es va estrenar el 10 de gener de 1916 al cinema Cosmorama de Göteborg. La pel·lícula es va rodar a l'estudi de Svenska Biografteatern a Lidingö amb exteriors de l'arxipèlag d'Estocolm, Gamla stan i el corrent d'Estocolm per Henrik Jaenzon.